# Siphantoides
Siphantoides är ett släkte av insekter. Siphantoides ingår i familjen Flatidae.
Kladogram enligt Catalogue of Life:
| Siphantoides | \| \| Siphantoides alboconspersa \| \| \| \| \| \| Siphantoides trimaculata \| \| \| \| |
|              | \| \| Siphantoides alboconspersa \| \| \| \| \| \| Siphantoides trimaculata \| \| \| \| |
|              | Siphantoides alboconspersa                                                              |
|              |                                                                                         |
|              | Siphantoides trimaculata                                                                |
|              |                                                                                         |